# 제시 (토이 스토리)

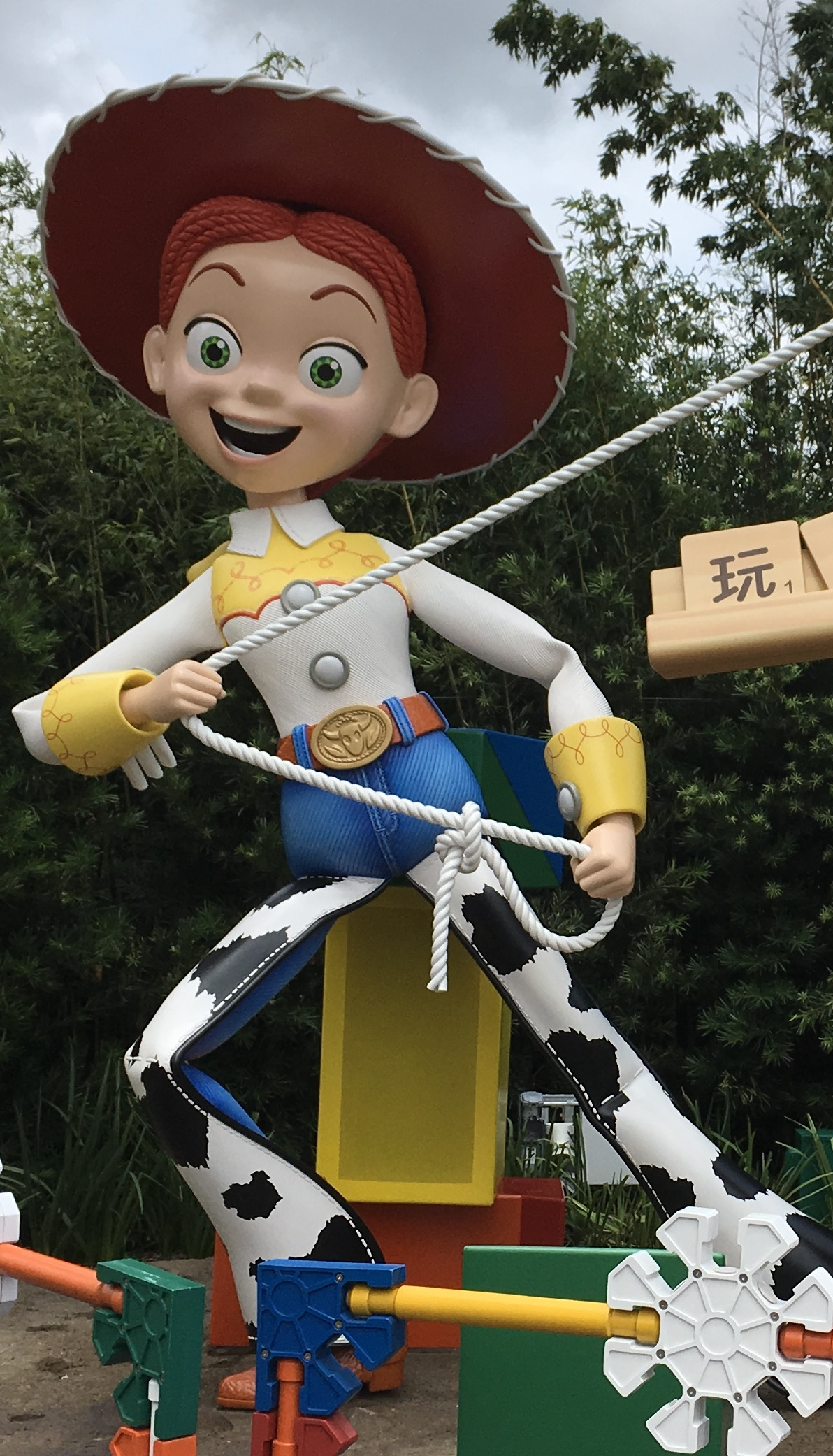

제시(Jessie)는 가상의 카우걸 헝겊 인형이자 디즈니-픽사 토이 스토리 (시리즈) 프랜차이즈의 세 중심 캐릭터 중 하나이다. 토이 스토리 2에 처음 등장했고 속편인 토이 스토리 3과 토이 스토리 4로 돌아왔다. 여성 캐릭터 소개에 대한 아이디어는 낸시 라세터(Nancy Lasseter)가 제안했고, 존 라세터(John Lasseter), 피트 닥터(Pete Docter), 애쉬 브래넌(Ash Brannon), 앤드류 스탠튼(Andrew Stanton)이 개발하고 캐릭터를 만들었다. 토이 스토리 영화에서 조안 쿠삭의 목소리를 맡았고 토이 스토리 2에서는 사라 맥라클란이 노래 목소리를 맡았다. 캣 크레시다는 디즈니 인피니티 시리즈를 포함한 비디오 게임에서 캐릭터의 목소리를 맡았다.
프랜차이즈에서 제시는 자신보다 커진 후 첫 번째 주인에게 버림받은 용감하고 흥분되는 봉제 인형이다. 수년간 창고에 있으면서 그녀는 밀실공포증과 유기 문제를 겪게 되었다. 결국 시리즈 주인공 우디에 의해 구출되고 앤디 데이비스에게서 새로운 주인을 찾는다. 몇 년 후, 그녀와 그녀의 친구들은 제시를 자신이 가장 좋아하는 장난감으로 주장하는 보니 앤더슨(Bonnie Anderson)의 새 주인에게 기부된다. 보 핍과 재회한 후 우디가 떠나자 그녀는 보니에게 그녀의 중요성을 나타내는 표시로 보안관 배지를 받는다.
제시는 데뷔 이후 그녀의 비극적인 배경 이야기와 프랜차이즈에서의 전반적인 성격 및 역할에 대한 칭찬과 함께 대체로 긍정적인 비평을 받았다. 그러나 많은 비평가들은 픽사가 네 번째 영화에서 그녀를 배제하고 그녀에게 최소한의 역할을 부여한 것에 대해 비판했다. 쿠삭의 캐릭터 보컬 성능은 호평을 받았으며 2000년 애니상에서 제시의 목소리로 상을 받았다.